# Gunib
Gunib (in russo Гуниб?; in lingua avara: Гъуниб) è un villaggio della Russia situato nel Daghestan. Appartiene al rajon Gunibskij di cui è il centro amministrativo.
Il villaggio si trova sull'altopiano omonimo, 172 km a sud-ovest della città di Machačkala.